# 8a etapa del Tour de França de 2016
La 8a etapa del Tour de França de 2016 es disputà el dissabte 9 de juliol de 2016 sobre un recorregut de 184 km, amb sortida a Pau i arribada a Banhèras de Luishon.
El vencedor de l'etapa fou Christopher Froome, que es presentà en solitari amb 13" sobre la resta de favorits en l'arribada a Banhèras de Luishon, després d'atacar en els primers metres del descens del coll de Pèira Sorda. Froome acabà l'etapa com a líder de la general.

## Recorregut
Primera etapa d'alta muntanya, amb quatre ports puntuables. Després d'uns 60 km inicials amb falsos plans, però sense cap dificultat els ciclistes afrontaran la llarga ascensió al Tourmalet, Souvenir Jacques Goddet, primer port de categoria especial d'aquesta edició. Tot seguit enllaçaran l'Hourquette d'Ancizan, el coll d'Azet i el coll de Pèira Sorda, abans d'afrontar els darrers 15,5 km en descens fins a Banhèras de Luishon.

## Desenvolupament de l'etapa
El fort control del gran grup va evitar que es formés cap escapada en els primers quilòmetres. Poc abans de l'esprint d'Esquiesa e Cèra 13 corredors van obrir un petit forat, però no fou fins als primers quilòmetres d'ascensió al saltar del Tourmalet quan Thibaut Pinot, Rafal Majka i Tony Martin quedaven al capdavant de la cursa. Per la seva banda, el fins aleshores líder Greg Van Avermaet perdia contacte amb el grup capdavanter. Per darrere el Team Sky i el Movistar Team imprimeixen un fort ritme que fa despenjar-se a homes com Julian Alaphilippe, segon a la general i que els escapats siguin neutralitzats. En l'ascensió al coll de Pèira Sorda Alberto Contador perd contacte amb els favorits i tot i alguns atacs la resta de caps de files arriben junts al cim. Només coronar el coll Christopher Froome ataca i marxa en solitari cap a Banhèras de Luishon, on es presentà amb 13" sobre la resta de favorits. Froome passa a ser el nou líder, mentre Contador perd més d'un minut i mig.

## Resultats

### Classificació de l'etapa
| \| Classificació de l'etapa \| Classificació de l'etapa \| Classificació de l'etapa \| Classificació de l'etapa \| Classificació de l'etapa \| \| Corredor \| Corredor \| Equip \| Temps \| \| \| ------------------------ \| --------------------------- \| ------------------------ \| ------------------------ \| ------------------------ \| \| 1r \| Christopher Froome \| Team Sky \| 4h 57' 33" \| \| \| 2n \| Daniel Martin \| Etixx-Quick Step \| + 13" \| \| \| 3r \| Joaquim Rodríguez i Oliver \| Katusha \| + 13" \| \| \| 4t \| Romain Bardet \| AG2R La Mondiale \| + 13" \| \| \| 5è \| Roman Kreuziger \| Tinkoff \| + 13" \| \| \| 6è \| Fabio Aru \| Astana \| + 13" \| \| \| 7è \| Adam Yates \| Orica-BikeExchange \| + 13" \| \| \| 8è \| Alejandro Valverde Belmonte \| Movistar Team \| + 13" \| \| \| 9è \| Bauke Mollema \| Trek-Segafredo \| + 13" \| \| \| 10è \| Richie Porte \| BMC Racing Team \| + 13" \| \| |                             |                    |            |
| |                             |                    |            |
| Font: ProCyclingStats |                             |                    |            |
| Classificació de l'etapa |                             |                    |            |
| Corredor | Corredor                    | Equip              | Temps      |
| 1r | Christopher Froome          | Team Sky           | 4h 57' 33" |
| 2n | Daniel Martin               | Etixx-Quick Step   | + 13"      |
| 3r | Joaquim Rodríguez i Oliver  | Katusha            | + 13"      |
| 4t | Romain Bardet               | AG2R La Mondiale   | + 13"      |
| 5è | Roman Kreuziger             | Tinkoff            | + 13"      |
| 6è | Fabio Aru                   | Astana             | + 13"      |
| 7è | Adam Yates                  | Orica-BikeExchange | + 13"      |
| 8è | Alejandro Valverde Belmonte | Movistar Team      | + 13"      |
| 9è | Bauke Mollema               | Trek-Segafredo     | + 13"      |
| 10è | Richie Porte                | BMC Racing Team    | + 13"      |

### Punts atribuïts
| Esprint intermedi Esquiesa e Cèra (km 67) |                         |                       |        |
| 1r                                        | Michael Matthews (AUS)  | Orica-BikeExchange    | 20 pts |
| 2n                                        | Mikaël Cherel (FRA)     | AG2R La Mondiale      | 17 pts |
| 3r                                        | Jasper Stuyven (BEL)    | Trek-Segafredo        | 15 pts |
| 4t                                        | Stef Clement (NED)      | IAM Cycling           | 13 pts |
| 5è                                        | Paul Voss (GER)         | Bora-Argon 18         | 11 pts |
| 6è                                        | Tom Dumoulin (NED)      | Team Giant-Alpecin    | 10 pts |
| 7è                                        | Dylan van Baarle (BEL)  | Cannondale-Drapac     | 9 pts  |
| 8è                                        | Romain Sicard (FRA)     | Direct Énergie        | 8 pts  |
| 9è                                        | Luis León Sánchez (ESP) | Astana Qazaqstan Team | 7 pts  |
| 10è                                       | Jesús Herrada (ESP)     | Movistar Team         | 6 pts  |
| 11è                                       | Daniel Navarro (ESP)    | Cofidis               | 5 pts  |
| 12è                                       | Ilnur Zakarin (RUS)     | Team Katusha          | 4 pts  |
| 13è                                       | Wout Poels (NED)        | Team Sky              | 3 pts  |
| 14è                                       | Peter Sagan (SVK)       | Team Tinkoff          | 2 pts  |
| 15è                                       | Thibaut Pinot (FRA)     | FDJ                   | 1 pt   |

| Esprint final Banhèras de Luishon (km 184) |                          |                       |        |
| 1r                                         | Christopher Froome (GBR) | Team Sky              | 20 pts |
| 2n                                         | Daniel Martin (IRL)      | Etixx-Quick Step      | 17 pts |
| 3r                                         | Joaquim Rodríguez (CAT)  | Team Katusha          | 15 pts |
| 4t                                         | Romain Bardet (FRA)      | AG2R La Mondiale      | 13 pts |
| 5è                                         | Roman Kreuziger (CZE)    | Team Tinkoff          | 11 pts |
| 6è                                         | Fabio Aru (ITA)          | Astana Qazaqstan Team | 10 pts |
| 7è                                         | Adam Yates (GBR)         | Orica-BikeExchange    | 9 pts  |
| 8è                                         | Alejandro Valverde (ESP) | Movistar Team         | 8 pts  |
| 9è                                         | Bauke Mollema (NED)      | Trek-Segafredo        | 7 pts  |
| 10è                                        | Richie Porte (AUS)       | BMC Racing Team       | 6 pts  |
| 11è                                        | Nairo Quintana (COL)     | Movistar Team         | 5 pts  |
| 12è                                        | Tejay van Garderen (USA) | BMC Racing Team       | 4 pts  |
| 13è                                        | Louis Meintjes (RSA)     | Lampre-Merida         | 3 pts  |
| 14è                                        | Sergio Henao (COL)       | Team Sky              | 2 pts  |
| 15è                                        | Emanuel Buchmann (GER)   | Bora-Argon 18         | 1 pt   |

### Colls i cotes
| Tourmalet - Souvenir Jacques Goddet. 2.115m. km 117, Categoria Especial (19 km al 7,4%) |                          |                  |        |
| 1r                                                                                      | Thibaut Pinot (FRA)      | FDJ              | 25 pts |
| 2n                                                                                      | Rafał Majka (POL)        | Team Tinkoff     | 20 pts |
| 3r                                                                                      | Tony Martin (GER)        | Etixx-Quick Step | 16 pts |
| 4t                                                                                      | Romain Sicard (FRA)      | Direct Énergie   | 14 pts |
| 5è                                                                                      | Mikel Landa (ESP)        | Team Sky         | 12 pts |
| 6è                                                                                      | Alejandro Valverde (ESP) | Movistar Team    | 10 pts |
| 7è                                                                                      | Mikel Nieve (ESP)        | Team Sky         | 8 pts  |
| 8è                                                                                      | Sergio Henao (COL)       | Team Sky         | 6 pts  |
| 9è                                                                                      | Christopher Froome (GBR) | Team Sky         | 4 pts  |
| 10è                                                                                     | Wout Poels (NED)         | Team Sky         | 2 pts  |

| Hourquette d'Ancizan. 1.564m. (km 120) 2a categoria (8,2 km al 4,9%) |                     |                  |       |
| 1r                                                                   | Thibaut Pinot (FRA) | FDJ              | 5 pts |
| 2n                                                                   | Rafał Majka (POL)   | Team Tinkoff     | 3 pts |
| 3r                                                                   | Tony Martin (GER)   | Etixx-Quick Step | 2 pts |
| 4t                                                                   | Mikel Nieve (ESP)   | Team Sky         | 1 pt  |

| Coll d'Azet. 1.580m. (km 148) 1a categoria (10,7 km al 7,8%) |                          |               |        |
| 1r                                                           | Wout Poels (NED)         | Team Sky      | 10 pts |
| 2n                                                           | Christopher Froome (GBR) | Team Sky      | 8 pts  |
| 3r                                                           | Rafał Majka (POL)        | Team Tinkoff  | 6 pts  |
| 4t                                                           | Sergio Henao (COL)       | Team Sky      | 4 pts  |
| 5è                                                           | Geraint Thomas (GBR)     | Team Sky      | 2 pts  |
| 6è                                                           | Nairo Quintana (COL)     | Movistar Team | 1 pt   |

| Coll de Pèira Sorda. 1.569m. (km 168,5) 1a categoria (7,1 km al 7,8%) |                          |                  |        |
| 1r                                                                    | Christopher Froome (GBR) | Team Sky         | 10 pts |
| 2n                                                                    | Nairo Quintana (COL)     | Movistar Team    | 8 pts  |
| 3r                                                                    | Sergio Henao (COL)       | Team Sky         | 6 pts  |
| 4t                                                                    | Richie Porte (AUS)       | BMC Racing Team  | 4 pts  |
| 5è                                                                    | Daniel Martin (IRL)      | Etixx-Quick Step | 2 pts  |
| 6è                                                                    | Tejay van Garderen (USA) | BMC Racing Team  | 1 pt   |

## Classificacions a la fi de l'etapa

### Classificació general
| \| Classificació general \| Classificació general \| Classificació general \| Classificació general \| Classificació general \| \| Corredor \| Corredor \| Equip \| Temps \| \| \| --------------------- \| --------------------------- \| --------------------- \| --------------------- \| --------------------- \| \| 1r \| Christopher Froome \| Team Sky \| 39h 13' 04" \| \| \| 2n \| Adam Yates \| Orica-BikeExchange \| + 16" \| \| \| 3r \| Joaquim Rodríguez i Oliver \| Katusha \| + 16" \| \| \| 4t \| Daniel Martin \| Etixx-Quick Step \| + 17" \| \| \| 5è \| Alejandro Valverde Belmonte \| Movistar Team \| + 19" \| \| \| 6è \| Nairo Quintana Rojas \| Movistar Team \| + 23" \| \| \| 7è \| Fabio Aru \| Astana \| + 23" \| \| \| 8è \| Tejay van Garderen \| BMC Racing Team \| + 23" \| \| \| 9è \| Romain Bardet \| AG2R La Mondiale \| + 23" \| \| \| 10è \| Bauke Mollema \| Trek-Segafredo \| + 23" \| \| |                             |                    |             |
| |                             |                    |             |
| Font: ProCyclingStats |                             |                    |             |
| Classificació general |                             |                    |             |
| Corredor | Corredor                    | Equip              | Temps       |
| 1r | Christopher Froome          | Team Sky           | 39h 13' 04" |
| 2n | Adam Yates                  | Orica-BikeExchange | + 16"       |
| 3r | Joaquim Rodríguez i Oliver  | Katusha            | + 16"       |
| 4t | Daniel Martin               | Etixx-Quick Step   | + 17"       |
| 5è | Alejandro Valverde Belmonte | Movistar Team      | + 19"       |
| 6è | Nairo Quintana Rojas        | Movistar Team      | + 23"       |
| 7è | Fabio Aru                   | Astana             | + 23"       |
| 8è | Tejay van Garderen          | BMC Racing Team    | + 23"       |
| 9è | Romain Bardet               | AG2R La Mondiale   | + 23"       |
| 10è | Bauke Mollema               | Trek-Segafredo     | + 23"       |

### Classificació per punts
|   | Ciclista             | Equip          | Punts |
| - | -------------------- | -------------- | ----- |
| 1 | Mark Cavendish (GBR) | Dimension Data | 204   |
| 2 | Marcel Kittel (GER)  | Lotto Soudal   | 182   |
| 3 | Peter Sagan (SVK)    | Team Tinkoff   | 177   |

### Classificació de la muntanya
|   | Ciclista                 | Equip        | Punts |
| - | ------------------------ | ------------ | ----- |
| 1 | Rafał Majka (POL)        | Team Tinkoff | 31    |
| 2 | Thibaut Pinot (FRA)      | FDJ          | 20    |
| 3 | Christopher Froome (GBR) | Team Sky     | 22    |

### Classificació del millor jove
|   | Ciclista             | Equip              | Temps       |
| - | -------------------- | ------------------ | ----------- |
| 1 | Adam Yates (GBR)     | Orica-BikeExchange | 39h 13' 20" |
| 2 | Louis Meintjes (RSA) | Lampre-Merida      | + 18"       |
| 3 | Warren Barguil (FRA) | Team Giant-Alpecin | + 1' 35"    |

### Classificació per equips
|    | Equip           | Temps        |
| -- | --------------- | ------------ |
| 1r | BMC Racing Team | 117h 40' 16" |
| 2n | Team Sky        | + 1' 34"     |
| 3r | Movistar Team   | + 4' 54"     |

## Abandonaments
- 146 -  Michael Mørkøv (DEN) (Team Katusha): Abandona[3]